# Gestreepte kopstaander
De gestreepte kopstaander (Anostomus anostomus) is een straalvinnige vis uit de familie van de kopstaanders (Anostomidae). De wetenschappelijke naam van de soort is gepubliceerd in 1758 door Carl Linnaeus in de tiende editie van Systema naturae.

## Kenmerken
Deze slanke, torpedovormige, goudgele vis heeft drie brede, zwarte lengtestrepen vanaf de snuit tot aan de staartvin. De slanke kop bevat een bovenstandige mond en alle vinnen hebben een rode basis. De lichaamslengte bedraagt 16 cm.

## Leefwijze
Het voedsel van deze scholenvis bestaat voornamelijk uit waterplanten. Zo'n school bestaat meestal uit ongeveer veertig individuen, die zich roerloos tussen de begroeiing bevinden. In het wild graast de vis vaak algen van rotsige oevers van snelstromende rivieren en beekjes, maar vreet soms ook kleine ongewervelde diertjes.

## Verspreiding en leefgebied
Deze soort komt voor in het noorden van Zuid-Amerika in rivieren en beken.

## Aquariumvis
Kopstaanders worden wel als aquariumvis gehouden, maar zij vereisen een vrij grote bak omdat ze tot 180 mm groot kunnen worden Ze kunnen tot 12 jaar oud worden.